# KAKAMIGAHARA PARK BRIDGE
KAKAMIGAHARA PARK BRIDGE（かかみがはらぱーくぶりっじ）は、岐阜県各務原市にある各務原市の公共施設。
カカミガハラ　パーク　ブリッジとも表記される。

## 概要

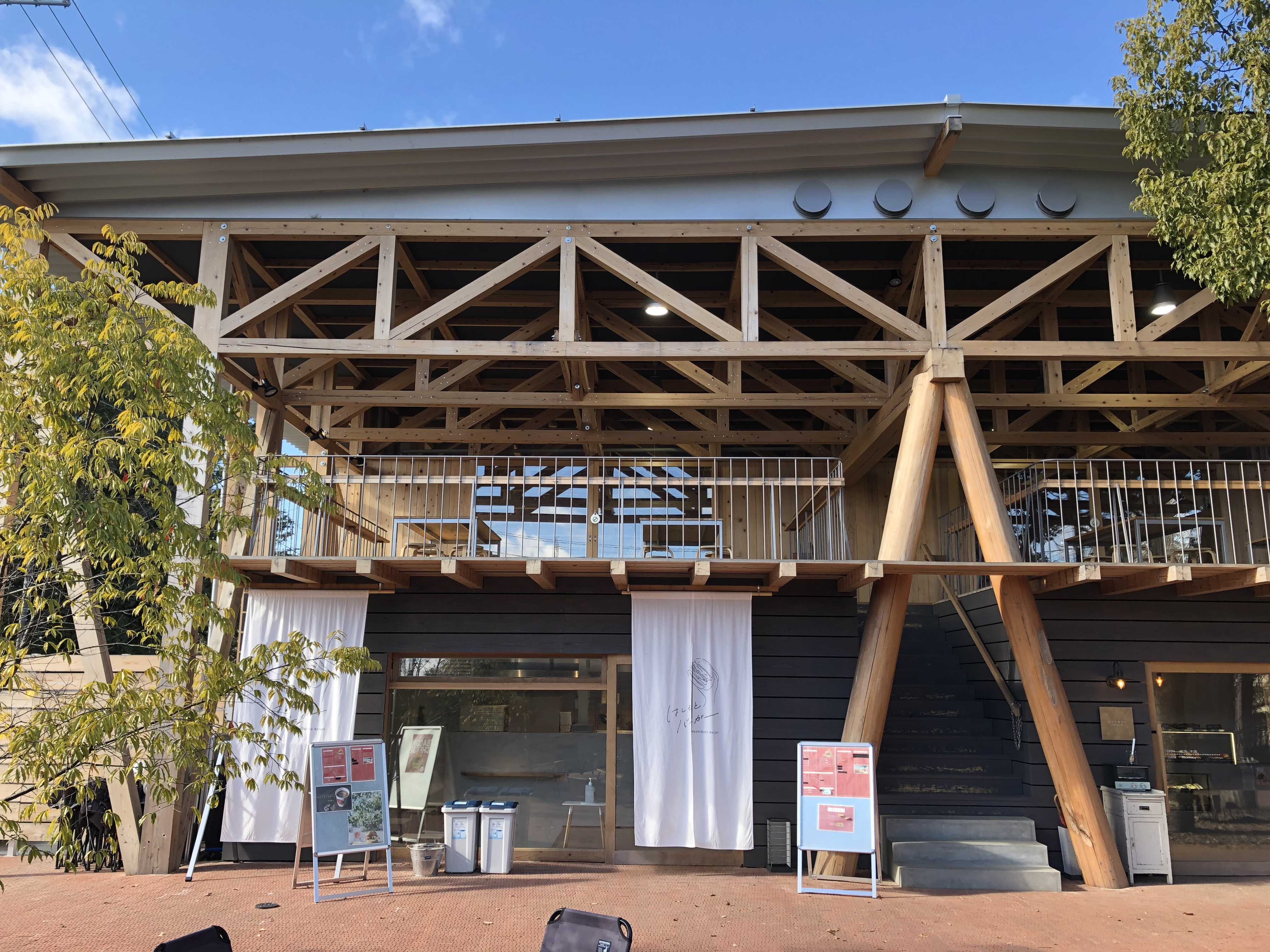
1階のカフェなど

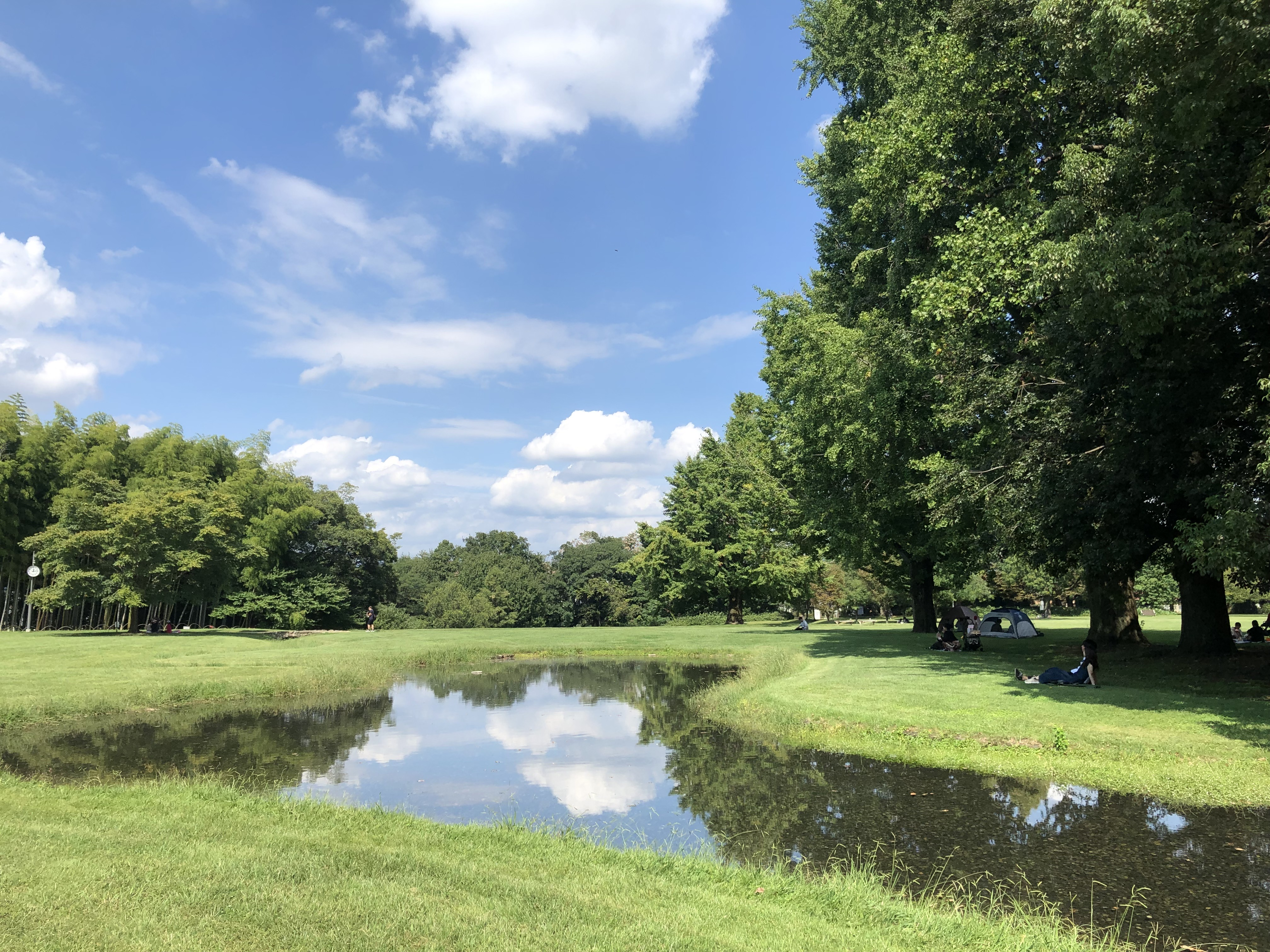
隣接する学びの森

Park-PFI制度を活用し、各務原市の学びの森官民連携型賑わい拠点創出事業により設置した施設である。学びの森と各務原市民公園の中間に位置し、2つの公園をつなぐ賑わい拠点である。
2021年（令和3年）3月27日開館。施設は民間企業（井上工務店【本社：高山市】）が整備し、管理運営は飛騨五木株式会社（井上工務店の子会社）と市民団体の一般社団法人かかみがはら暮らし委員会が共同運営する各務原学びの森株式会社が行う。
屋内遊戯施設など、一部の施設は入場料が必要である。
特定非営利活動法人キッズデザイン協議会により、2021年度（第15回）キッズデザイン賞（子どもたちの創造性と未来を拓くデザイン部門）を受賞している。

## 施設概要
1階
- 遊び創造labo（屋内遊戯施設）
  - あそび創庫&CAPTAIN STAG SHOP
  - 創造laboスペース
- 木もれびデッキ
- ESPRIT（ベーカリー）
- はしもとバーガー（ハンバーガー・クラフトビール）
- ajara（カフェ）

2階
- 雨音テラス

## 利用案内
- 住所：岐阜県各務原市那加雲雀町30番1
- 開館時間：10:00～17:00　※ 屋外施設は常時開放
- 休館日：水曜日　※ 屋内施設のみ

## 交通アクセス
- 名鉄各務原線 各務原市役所前駅下車、徒歩で約5分。
- 名鉄各務原線 市民公園前駅下車、徒歩で約5分。

## 周辺施設
- 学びの森
- 各務原市民公園
- 各務原市立那加第二小学校
- 各務原市立各務原特別支援学校
- 各務原勤労会館
- 各務原市那加福祉センター
- 各務原市役所前駅
- 市民公園前駅